# Toga viril
La toga viril  fue un tipo de toga que en la Antigua Roma tenía un significado particular, pues el vestirla significaba el paso de la infancia a la adolescencia. Hay que tener en cuenta que según proculeyanos y sabinianos, los nacidos se dividen en impuber: infans minor (hasta los siete años) e infans maior (12 años las mujeres, 14 los hombres).
La toga viril era blanca, sin adornos ni tintura y podía ser usada por cualquier ciudadano romano en edad adulta. Una vez se vestía esta toga, ya eran ciudadanos que podían ejercer los cargos de la República o del Imperio, así como para el servicio militar, si bien no abandonaba la patria potestas.
El rito de paso de la infancia a la edad adulta era presidido por la diosa Juventus. Antes de este momento vestían la toga praetexta, blanca con el borde púrpura, reservada a los niños y a los magistrados.